# حادثة القتل الجماعي في واشنطن نافي يارد

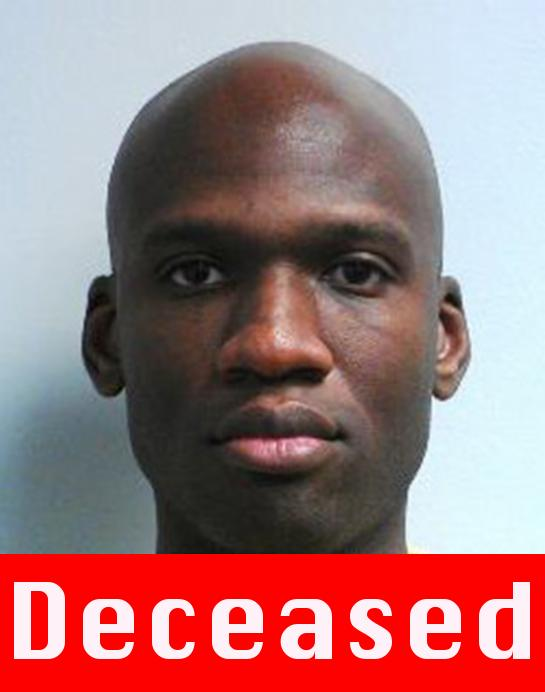
آرون ألكسيس.

حادثة القتل الجماعي في واشنطن نافي يارد هي حالة قتل جماعي وقعت في 16 سبتمبر 2013 في إحدى البنايات التابعة لبحرية الولايات المتحدة التي تقع في حوض واشنطن لصناعة السفن في العاصمة واشنطن. خلفت الحادثة 13 قتيلا  من بينهم منفذ العملية، وحوالي 14 جريحا. أكدت الشرطة الأمريكية أن منفذ العملية آرون ألكسيس والذي تم قتله أثناء العملية  هو من الأمريكيين الأفارقة ويبلغ من العمر 34 عاما، وأصله من فورت وورث في تكساس.

## إطلاق النار
في حوالي الساعة 8:15 دق صباحا بالتوقيت المحلي، استعمل آرون ألكسيس بطاقة دخول صالحة للإستعمال للدخول إلى المبنى 197 من حي واشنطن نافي يارد. مسلحا ببندقية اقتحام أر-15 وشوزن، بدأ المنفذ بإطلاق النار.
أعلنت بحرية الولايات المتحدة أنه تم إطلاق حوالي 3 طلقات في الساعة 8 و20 دق. تود برونديدج، مساعدة تنفيذية في «النافسيا» (NAVSEA)، أكدت أنها شاهدت هي وثلاثة من زميلاتها رجلا يرتدي بالأزرق مسلح يسير في ممر في الطابق الثالث من البناية يقف في وضعية تسديد. وبعد إطلاقه على شرطي، قام المنفذ بأخذ سلاح رجل الشرطة وهو مسدس نصف آلي وقام بإطلاق النار على عدة أشخاص قبل أن يقتل من قبل الشرطة.

## الضحايا
12 شخصا تتراوح أعمارهم بين 46 و73 سنة قتلوا بالإضافة إلى منفذ العملية، إلى جانب 27 شخصا بينهم شرطي جرحوا أثناء تبادل إطلاق النار مع المنفذ.

## المتهم
مطلق النار الوحيد في هذه الحادثة آرون ألكسيس، هو مقاول مدني وجندي سابق في البحرية، يبلغ من العمر 34 عاما، ولد في حي الكوينز في نيويورك في 9 مايو 1979. أخيرا، أصبح ألكسيس يقطن في فورت وورث في ولاية تكساس.

بعد انضمامه للبحرية الأمريكية في 2007، أصبح ألكسيس يساعد المحطة الجوية البحرية المشتركة قاعدة فورت وورث في مجال الخدمات اللوجستية. تم طرده من المحطة في يناير 2011 بسبب سوء سلوكه أثناء حادثة إطلاق نار في 2010. تم إطلاق النار عليه من قبل الشرطة في 16 سبتمبر أثناء تبادل لإطلاق النار.

## العواقب وردود الفعل
يوجد حوالي ثمانية مدارس قد تم إغلاقها إلى جانب عدة شوارع وطرقات في محيط موقع الحادثة. تم إلغاء كل الرحلات من وإلى مطار رونالد ريغان الوطني لعدة دقائق .

تم كذلك إغلاق محيط مجلس الشيوخ لقرابة الساعة، وكذلك ألغت واشنطن ناسيونالز مباراتها للبيسبول مع أطلنطا برايفز بسبب قرب موقع المباراة من موقع الحادثة.

أدان الرئيس الأمريكي باراك أوباما هذا «العمل الجبان» ووعد بأن الجاني أو الجناة يجب أن يحاسبوا أمام المحكمة.